# Piriqueta nitida
Piriqueta nitida är en passionsblomsväxtart som beskrevs av Ignatz Urban. Piriqueta nitida ingår i släktet Piriqueta och familjen passionsblomsväxter. Inga underarter finns listade i Catalogue of Life.